# Міграція підземних вод
Міграція підземних вод — рух підземних вод в земній корі, який зумовлює зміну їх складу і властивостей. Найбільше значення має гідрогеохімічна М.п.в., рідше розглядається гідрогеотермічна М.п.в.
Гідрогеохімічна міграція відбувається в результаті масопереносу хім. і біол. компонентів вод, їх обміну між рідкою і твердою фазою, фізико-біохімічних перетворень у водному розчині.